# 上海商业储蓄银行青岛分行
36°04′2″N 120°18′47.1″E / 36.06722°N 120.313083°E
上海商业储蓄银行青岛分行旧址位于中国山东省青岛市市南区中山路68号，建于1932-1934年，建筑师苏夏轩设计，现为中国银行所使用，为山东省文物保护单位青岛中山路近代建筑的一部分。

## 历史
上海商业储蓄银行青岛分行，据《青岛市志·金融志》记载1931年2月1日在中山路167号开业，资本金5万元，设商业部、储蓄部、仓库部，强调国际化和地方化，偏重小额储蓄、抵押放款、货物押汇，并参与农业合作放款。1934年11月在威海路设东镇办事处。而据学者鲁海记述，青岛分行开设于1928年。另有记载1930年12月18日，上海商业储蓄银行总经理陈光甫视察青岛分行。
1932年，青岛市政府将中山路第四公园的土地放租给6家中资银行及青岛银行公会用于建设新楼，上海商业储蓄银行因此在中山路新建大楼，设计者为马腾建筑工程司创办者、建筑师苏夏轩，公和兴营造厂承建，1932年12月动工，1934年8月5日竣工。1946年8月，因抗战停业的中国旅行社（原为上海商业储蓄银行旅行部）青岛分社在该楼复业。1949年青岛解放后，中国旅行社青岛分社停业，上海商业储蓄银行继续营业，1952年12月并入公私合营银行青岛分行。
上海商业储蓄银行青岛分行撤销后，其旧址曾为青岛市人民政府交际处第一招待所分部。约1990年代以后由中国银行青岛市分行使用，现为中国银行青岛市南支行，楼体与山左银行旧址打通。2000年，该建筑列入第一批青岛市历史优秀建筑名单。2006年12月7日，该建筑成为山东省文物保护单位青岛中山路近代建筑的一部分。2021年9月至2022年1月，包括该建筑在内的该地块所有旧银行建筑经历外立面修缮，包括外墙清洗、外墙面材质修复、门窗更换等。

## 建筑特色
上海商业储蓄银行青岛分行旧址占地面积733.33平方米，建筑面积2347.21平方米，平面呈矩形，钢筋混凝土结构，地上4层，地下l层，平屋顶。主立面朝东临街，花岗岩方石块贴墙面。立面采用中轴对称布局，纵向划分为宽窄不一的五段，中段及两侧稍为凸出。一层主入口两侧设宽大壁柱，壁柱中央为装饰带。窗与墙面虚实变化，中段设两列窗列，两端各设一列，周边墙面宽大以加强厚重感。中段与两端之间设两列窗列，相交部分不设实墙，窗列纵向设整体边框，窗台下方墙面为统一的条形刻线装饰纹样。顶部中段与两端为升高的女儿墙，形成富有变化的屋顶收尾。楼内一、二层由银行使用，三、四层为旅行社旅馆。一层大厅高6米，二层以上房间设地板，天花板有线饰。
该建筑简洁典雅，具有装饰风艺术的特征。该建筑与两侧相邻的山左银行、大陆银行立面设计相似，檐口、腰线保持一致，整体和谐统一，而该建筑与山左银行相比，立面更加丰富细腻。但该建筑因立面凹凸幅度较小，光影关系对比不够强烈，雕塑感较弱，没能形成有力的视觉冲击。